# توماس أديس
توماس أديس (بالإنجليزية Thomas Adès)
(ولد في 1 مارس 1971) مؤلف موسيقي بريطاني وعازف بيانو ومايسترو

## حياته
كان توماس أديس مؤلف موسيقي وعازف ومايسترو: في ذلك العصر كان يوجد تمييز كبير بين هذه المناصب الثلاثة، وكان القليل جدا من الموسيقيين قادرا على أداء كل هذه الأدوار الثلاثة، لكنه نجح في ذلك، وبنجاح موهوب. كان كعازف بيانو أن لفت الانتباه لأول مرة حين نال الجائزة الثانية (فصل البيانو) عام 1989 في مسابقة الموسيقي الشاب للعام التي تقيمها البي بي سي. وثبتت أنها نقطة تحول له، لاحقا تذكر: «شعرت بالخوف. هل أريد خوض كل هذا مرة أخرى، عزف نفس الموسيقى مرة أخرى؟ عدت للمنزل وقلت لنفسي سوف أصبح مؤلف اليوم، وسأفعل ذلك كما يجب. بدأت في النغمة العليا من البيانو، وواصلت من هناك».
في ذلك الوقت كان بالفعل يدرس البيانو والتأليف الموسيقي في مدرسة جيلدهول في لندن، وذهب إلى كنج كولدج، كامبريدج، حيث تخرج بعد الحصول على نجمتين للمركز الأول. المقطوعة التي بدأها فور فوزه بمسابقة البي بي سي كانت تحمل عنوان: خمس مناظر طبيعية لإليوت للسوبرانو والبيانو، اكتملت في 1900 كعمل رقم 1، وعرضت أول مرة عام 1993. وخلال التسعينات زادت أعمال أديس بانتظام، مثلما زاد سجل تعييناته الراقية: مؤلف بالتعاون مع أوركسترا هاله (1993-1995) ومايسترو لمجموعة الموسيقى المعاصرة في برمنجهام (1996-2000)، ومدير فني لمهرجان ألدبيرج (1999-2008). أيضا طور شركة تسجيلات أي ام آي اهتمام كبير بأعماله، فأطلقت عدة اسطوانات له قبل أن توقع معه عقد احتكار مدته 7 أعوام عام 1999.
تشكل الأعمال للبيانو الصولو التي عرضها المؤلف نفسه العرض الأول عادة، جزءا هاما من الكتالوج الخاص به، لكنه أيضا كتب أعمال لموسيقى الحجرة من مختلف الأحجام، من الرباعية الوترية بعنوان: أركاديانا (1994) إلى مجموعة تضم 14 مقطوعة الألعاب الحية (1993)، في حين تشمل أعمال كبرى للأوركسترا الكبير بعنوان: أسيلا (1997) وأمريكا: نبوءة (1999). كان يجمع بين العقل والعاطفة بطرق غير متوقعة، أظهر أديس قدرة على قلب المقامية والإيقاع رأسا على عقب، وإعادة تشكيل المصطلحات (الإيقاعات الراقصة المنتشية والتانجو وموسيقى البلوز) لتناسب أغراضه.
وتعد أوبرا بودرة على وجهها (1995) أشهر أعماله، وهي سخرية لاذعة من الرياء البريطاني الذي اكتسب سمعة سيئة لمعاملة الحياة والطلاق ووفاة دوقة أجريل: في مرحلة ما السوبرانو التي تجسد الدوقة عليها اداء آريا جنسية على المسرح. الروح المعنوية العالية للاوبرا يضاهيها مهارة سينمائية في معاجلة الموقع والشخصية.
نجاح أو سوء سمعة الأوبرا ادى إلى تفويض دار الأوبرا الملكية له بكتابة عمل آخر. كان هدف أديس عالي، فتناول نص العاصفة لشكسبير في معالجة الكاتب المسرحي مريديث أوكس. وعرض أول مرة عام 2004، مع طاقم عمل بارز بقيادة المؤلف، ويضم بعض اللحظات الساحرة لكن أقل جرأة موسيقية وتلاحما من أوبراه السابقة. وتلا هذا العام التالي كونشرتو الكمان (مسارات متحدة المركز) كتبه لأنطوني ماروود، وعمل أوركسترالي كبير آخر تيفوت (2007)، لأوركسترا برلين الفيلهارموني.
بعد آخر أضيف لعمل أديس بسبب علاقته – المهنية والشخصية – بالفنان وصانع الأفلام تال روزنر. في سبعة أيام (2008)، مقطوعة من وسائط متعددة مستلهمة من الفصول الأولى لكتاب سفر التكوين، الذي كون تواصل آسر بين الصور المجردة الدائرة على الشاشة والموسيقى الملونة المبهرة لآديس للبيانو والأوركسترا.

## وصلات خارجية
- توماس أديس على موقع IMDb (الإنجليزية)
- توماس أديس على موقع الموسوعة البريطانية (الإنجليزية)
- توماس أديس على موقع مونزينجر (الألمانية)
- توماس أديس على موقع ميوزك برينز (الإنجليزية)
- توماس أديس على موقع أول ميوزيك (الإنجليزية)
- توماس أديس على موقع ديسكوغز (الإنجليزية)

1. ↑   http://www.nytimes.com/2007/11/21/arts/music/21ades.html. {{استشهاد ويب}}: |url= بحاجة لعنوان (مساعدة) والوسيط |title= غير موجود أو فارغ (من ويكي بيانات) (مساعدة)
2. 1 2 3 4 5 6 7 8 9  Who's who (بالإنجليزية البريطانية والإنجليزية), فرانسيس دوق تيك, ISSN:0083-937X, QID:Q2567271
3. ↑   https://www.chambermusicsociety.org/about/commissioning/stoeger-prize/. اطلع عليه بتاريخ 2018-11-10. {{استشهاد ويب}}: |url= بحاجة لعنوان (مساعدة) والوسيط |title= غير موجود أو فارغ (من ويكي بيانات) (مساعدة)
4. ↑  The Rough Guide to Classical Music